# Nirvana (album)
Nirvana je výběrové album skupiny Nirvana, zahrnující skladby z let 1989–1994. Jde o v pořadí třetí oficiální album Nirvany, které vyšlo od smrti Kurta Cobaina v roce 1994. Tato kompilace byla dlouho očekávána. Album bylo poměrně kritizováno[kým?] pro výběr skladeb.[zdroj?]

## Seznam skladeb
1. "You Know You're Right" – 3:38
2. "About a Girl" – 2:49
3. "Been a Son" – 2:23 (z alba „Blew“)
4. "Sliver" – 2:14
5. "Smells Like Teen Spirit" – 5:01
6. "Come as You Are" – 3:39
7. "Lithium" – 4:17
8. "In Bloom" – 4:15
9. "Heart-Shaped Box" – 4:41
10. "Pennyroyal Tea" – 3:38
11. "Rape Me" – 2:51
12. "Dumb" – 2:34
13. "All Apologies" – 3:51
14. "The Man Who Sold the World" (autor Bowie) – 3:47 jen na vinylech
15. "Where Did You Sleep Last Night" (autor Lead Belly) – 5:01 jen na vinylech